# Avril 1961

## Événements
- 1er avril : victoire de Emanuel Zervakis (en) lors du Greenville 200 à Greenville en NASCAR Grand National.
- 3 avril :
  - Jim Clark s'impose sur une Lotus 18 au Grand Prix de Pau.
  - Rex White gagne la manche de NASCAR Grand National à Winston-Salem.
- 7 avril : premiers tracts de l'OAS.
- 9 avril : Sylvanus Olympio est élu président du Togo.
- 11 avril : 
  - de Gaulle évoque le futur de l’Algérie en tant qu’État-nation;
  - création du Front algérien d'action démocratique (FAAD), organisation fantoche contrôlée par la SDECE.
  - Début du procès Adolf Eichmann en Israël.
- 12 avril : lancement du premier homme dans l'espace : Youri Gagarine.
- 13 avril : les Portugais organisent une répression sanglante en Angola : 50 000 Africains sont tués et plus de 100 000 Angolais se réfugient au Congo Léopoldville. Le mouvement se poursuit par des guérillas dans le nord et dans l’est du pays.
- 15 avril : gouvernement noir au Nyassaland après la victoire du Parti du congrès du Malawi aux législatives.
- 16 avril : discours de Youri Gagarine à la suite de son voyage dans l'espace[1].
- 17 avril : dans la baie des Cochons, un millier d'opposants au régime castriste, bénéficiant de l'aide de la CIA, tentent un débarquement armé. L'opération se révèle un fiasco et a pour conséquence un rapprochement officiel de Fidel Castro avec l'Union soviétique. Le gouvernement des États-Unis décrète un blocus[2].
- 18 avril : convention de Vienne sur les relations diplomatiques[3].
- 21 avril : le Premier ministre du Québec Jean Lesage met en place la Commission Parent sur le système d'éducation québécois.
- 21 - 26 avril : tentative de putsch des généraux à Alger. Dans la nuit du 22 avril les généraux Challe, Jouhaud, Zeller, rejoints par le général Salan s’emparent du pouvoir. En France de Gaulle prend les pleins pouvoirs.
- 22 avril : ultimatum du Général Challe, Putsch des généraux à Alger : Quatre généraux de l'armée française - Maurice Challe, Edmond Jouhaud, Raoul Salan et André Zeller - parviennent à soulever plusieurs régiments dans un coup de force pour s'opposer à la politique algérienne du général de Gaulle. Le 1er régiment étranger de parachutistes commandé par Hélie de Saint-Marc prend le contrôle de la ville. Le putsch durera quatre jours avant son échec.
- 23 avril : dans une allocution télévisée[4], Charles de Gaulle condamne le « quarteron des généraux en retraite » et s’attribue les pleins pouvoirs en vertu de l’article 16 de la Constitution.
- 25 avril :
  - Création au Brésil d’une société nationale, Eletrobrás, pour contrôler la production et la distribution d’électricité[5].
  - Gouvernement de Théo Lefèvre en Belgique (fin en 1965).
- 26 avril : 
  - Alger : la sédition des généraux prend fin : Gouraud, Challe, puis Zeller se constituent prisonniers.
  - La France achève enfin par un franc succès son programme nucléaire en Algérie à Reggane après l'essai de Gerboise verte qui vient compléter et conclure les 3 dernier essaie nommés Gerboise (bleue, blanche et rouge)
  - Nomination de Godefroid Munongo à la présidence (par intérim) du Katanga indépendant jusqu'au 22 juin 1961.
  - Rupture des relations diplomatiques entre l'URSS et l'Albanie
  - Leonardo Murialdo est déclaré vénérable, puis béatifié le 2 novembre 1963 à Rome par le Pape Paul VI, et canonisé le 3 mai 1970 par le Pape Paul VI.
- 27 avril : indépendance de la Sierra Leone[6].

## Naissances
- 2 avril :
  - Christopher Meloni, acteur américain.
  - Marie-Ange Nardi, animatrice de télévision française.
- 3 avril : 
  - Paul Balenza, homme politique de la République démocratique du Congo.
  - Eddie Murphy, acteur américain.
- 7 avril : 
  - Pascal Olmeta, footballeur français.
  - Igors Rausis, joueur d'échecs et entraîneur letton puis tchèque († 28 mars 2024).
- 10 avril :
  - Rudy Dhaenens : coureur cycliste belge († 6 avril 1998).
  - Olivier Raoux, décorateur de cinéma français († 22 mars 2011).
- 11 avril : Laurent Cantet, cinéaste français († 25 avril 2024).
- 12 avril : Lisa Gerrard, chanteuse du groupe Dead Can Dance.
- 14 avril : Robert Carlyle, acteur écossais.
- 17 avril : Sergueï Jirnov, espion russe.
- 18 avril : Élisabeth Borne, haute fonctionnaire française, Première ministre depuis le 16 mai 2022.
- 25 avril : Frank De Winne, spationaute belge.
- 26 avril :
  - Serge Bromberg, président de société, producteur, réalisateur, directeur artistique, animateur de télévision et directeur de collection.
  - Kalpana Chawla, astronaute américaine d'origine indienne.
  - Joan Chen, actrice, productrice, réalisatrice et scénariste américaine d'origine chinoise.

## Décès
- 7 avril : Vanessa Bell, peintre et architecte d'intérieur britannique (° 30 mai 1879).
- 9 avril : Zog Ier, roi des Albanais, décédé à Suresnes (France)